# 마크로막실로카리스 바하마엔시스
마크로막실로카리스 바하마엔시스 (Macromaxillocaris bahamaensis)는 해로새우 종의 하나이다. 마크로막실로카리스과(Macromaxillocarididae), 마크로막실로카리스속(Macromaxillocaris)의 유일종이다. 진동굴성 생물의 일종으로 바하마에 있는 동굴 속 안키알라인 연못에서만 발견되고 있다. 다른 해로새우와 달리, 세 번째 턱다리가 크게 발달해 있다.